# In the Army Now (chanson)
Pour les articles homonymes, voir In the Army Now.
Singles de Status Quo
Red Sky
(1986) Dreamin
(1986)
In the Army Now est une chanson écrite et composée par Bolland & Bolland, qui l'enregistreront en 1981 pour l'album The Domino Theory sous le titre You're In the Army Now. Le groupe de rock britannique Status Quo l’enregistrera en 1986 pour son album du même nom, le groupe slovène Laibach en 1994 pour son album NATO et le groupe suédois Sabaton en 2012 en bonus de la version américaine de son album Carolus Rex.
La version de Status Quo rencontre un énorme succès commercial en single, se classant dans le Top 10 de neuf pays, dont le Royaume-Uni et la France. Ce seul morceau a été vendu à 75 millions d'exemplaires dans le monde.

## Liste des pistes
Single 45 tours
1. In the Army Now (Bolland/Bolland) — 3:52
2. Heartburn (Patrick/Parfitt/Rossi) — 4:44

Maxi 45 tours
1. In the Army Now (military mix) — 5:55
2. Heartburn (Patrick/Parfitt/Rossi) — 4:44
3. Late Last Night (Young/Parfitt/Rossi) — 2:58

## Classements et certifications
| Classement (1986-1997)                 | Meilleure position |
| -------------------------------------- | ------------------ |
| Autriche (Ö3 Austria Top 40)           | 1                  |
| Belgique (Flandre Ultratop 50 Singles) | 15                 |
| Pays-Bas (Single Top 100)              | 15                 |
| Pays-Bas (Nederlandse Top 40)          | 11                 |
| France (SNEP)                          | 2                  |
| Allemagne (Media Control AG)           | 1                  |
| Irlande (Irish Singles Chart)          | 1                  |
| Norvège (VG-lista)                     | 2                  |
| Espagne (PROMUSICAE)                   | 2                  |
| Suède (Sverigetopplistan)              | 6                  |
| Suisse (Schweizer Hitparade)           | 1                  |
| Royaume-Uni (UK Singles Chart)         | 2                  |
| Pologne (LP3 (en))                     | 1                  |

| Année | Pays      | Meilleure position |
| ----- | --------- | ------------------ |
| 1986  | France    | 12                 |
| 1987  | Australie | 11                 |
| 1987  | Espagne   | 8                  |
| 1987  | Suisse    | 25                 |

| Pays        | Certification | Date | Ventes certifiées |
| ----------- | ------------- | ---- | ----------------- |
| France      | Or            | 1987 | 500 000           |
| Royaume-Uni | Argent        | 1986 | 200 000           |